# 香提佛塔
香提佛塔（Shanti Stupa）是一个佛教白色圆顶窣堵坡，位于印度北部拉达克列城县Chandspa村的一个山顶上，由日本僧人兴建于1983年-1991年，以促进世界和平和繁荣，以及纪念佛教2500年它被认为日本人民和拉达克之间联系的标志。
香提佛塔的设想由藤井日達在1914年提出，要在世界各地建造和平佛塔和寺庙，并尝试在印度复兴佛教。

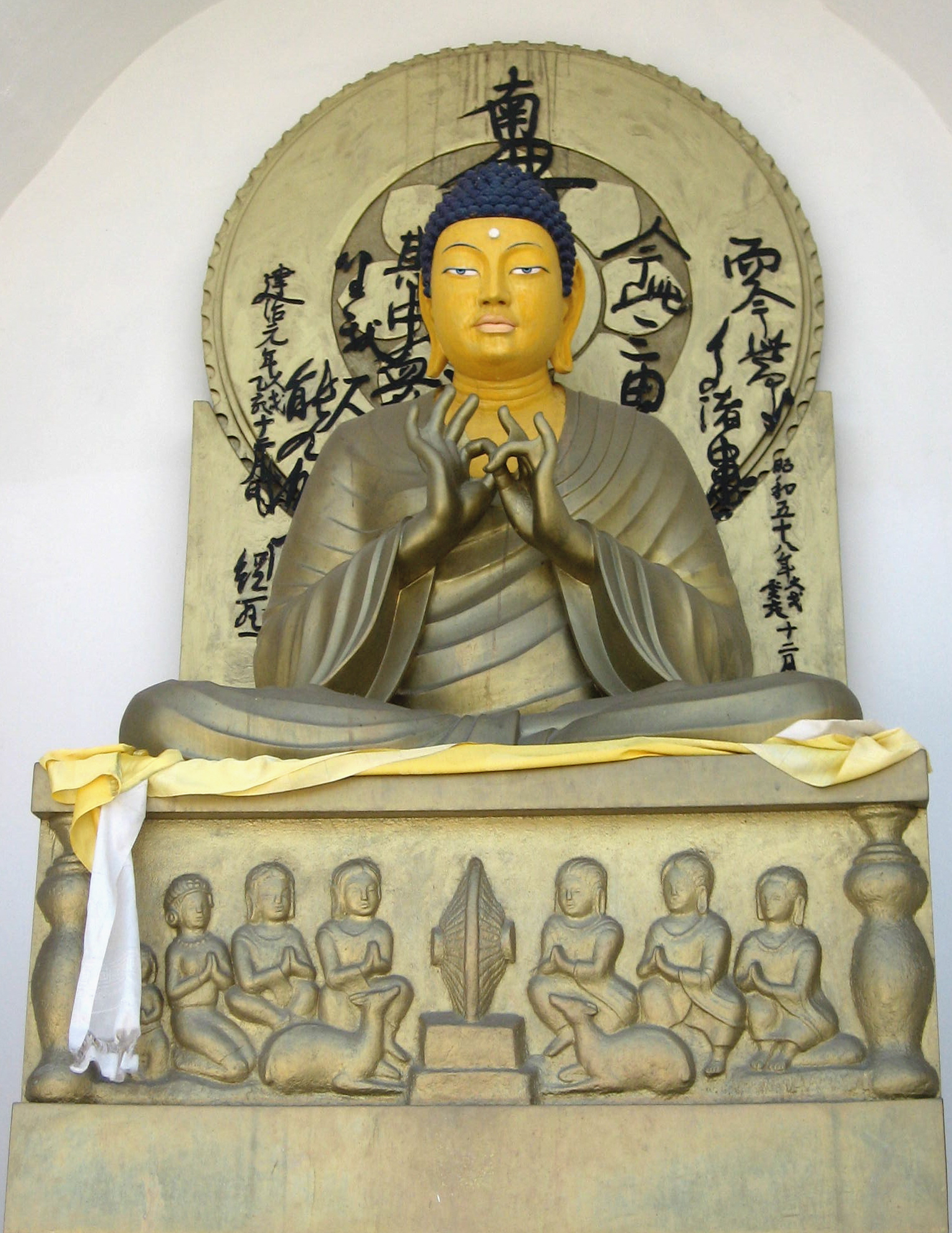

香提佛塔建设始于1983年4月，第十四世达赖喇嘛于1991年8月为香提佛塔揭幕。
香提佛塔的基座有释加牟尼的遗物。佛塔为两层建筑，第一层中央为浮雕法轮，两侧为鹿。第二层的浮雕描绘佛的诞生、圆寂和击败魔鬼。
自建成以来，香提佛塔已成为受欢迎的旅游景点。《印度教徒报》称它是列城周围“最著名的旅游胜地”，虽然它的建筑风格不同于拉达克风格。 香提佛塔海拔高度3609米，距离拉达克的前首都列城5公里 - 面对列城王宫的陡峭的山上香提佛塔的位置，使之可以看到列城和周围山脉的全景。从香提佛塔可以看到极美的日出和日落。佛塔从上午5点到下午9：00向游客开放。在晚上用灯光照亮。佛塔在上午 5:00至晚上9:00之间对游客开放。

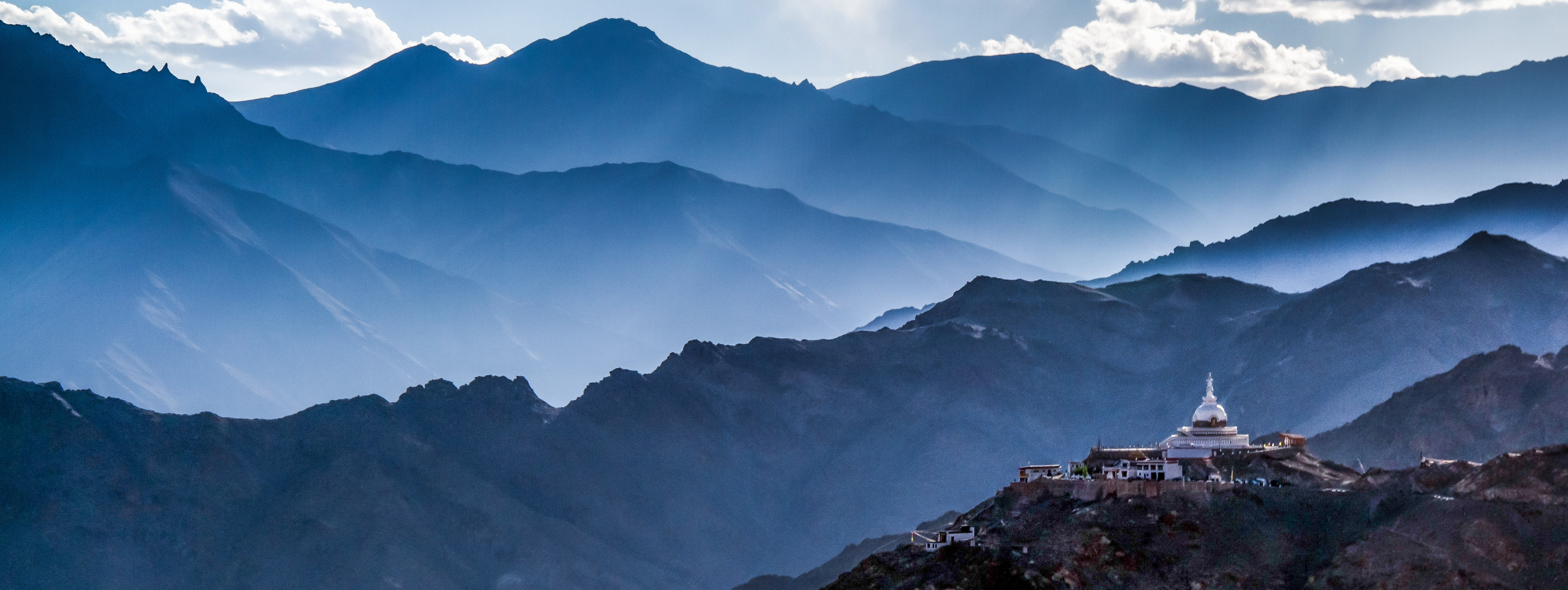

通向佛塔的公路系印度总理英迪拉·甘地在1984年批准建造。步行攀登500级陡峭的台阶也可以到山顶。